# Representante artístico
Un representante artístico, manejador, mánager o mánayer (del inglés manager) es un profesional que guía la carrera profesional de artistas en la industria del entretenimiento, cuya labor es representar los talentos o habilidades de un individuo o grupo de individuos. El oficio es remunerado mediante una comisión percibida por cada obra vendida; generalmente dichas comisiones oscilan entre el 10 % y el 20 % del precio final de venta de la obra. La principal responsabilidad del representante es supervisar los negocios de un artista; aconsejarlo y asesorarlo en temas profesionales, planes a largo plazo y decisiones personales que puedan afectar a su carrera.
La profesión de representante artístico tiene una pronunciada curva de aprendizaje, debido al profundo conocimiento del mercado del arte necesario. La gran cantidad de información que ha de ser manejada y la profundidad y el detalle de la información hacen que el representante se especialice en obras de un estilo determinado o en la representación de artistas locales en un mercado local.
Las funciones y tareas de un representante varían levemente de una industria a otra, dependiendo de las labores para las cuales fue contratado. Por ejemplo, los deberes de un mánager musical difieren de las de un mánager que asesora a actores, escritores o directores. Un representante también puede ayudar a artistas a encontrar agentes, o a decidir cuándo renovarlos. Los agentes de talentos tienen la autoridad de cerrar tratos para sus clientes, mientras que los mánager solo pueden establecer contacto con productores y estudios, sin la capacidad de negociar contratos.
Por extensión, el concepto también se aplica a otras áreas, por ejemplo en el deporte. 

## Razones para contratar los servicios de un agente
Aunque cualquier artista puede intentar promocionar su propia obra, la labor de promoción y su aprendizaje mermará el tiempo del que el artista dispone para crear. Las ventajas de emplear los servicios de un respresentante artístico serían:
- Mayor exposición de las obras del artista.
- Protección de la propiedad intelectual del artista.
- Experiencia negociadora
- Acceso a contactos profesionales

## Representación de artistas plásticos
Engloba la representación de dibujantes, grabadores, pintores, escultores, fotógrafos, videoartistas, arquitectos y ciertos artesanos industriales como ceramistas o joyeros.

### Prerrequisitos para la exposición y promoción de las obras
Además de un catálogo impreso y en soporte digital (pendrive, CD-ROM, DVD,...) de la obra, documentación sobre la formación del artista e historial de anteriores exposiciones; es imprescindible que artista y representante hayan estudiado las condiciones mínimas exigidas por el artista. Para el caso de exposición en galerías, es la misión del representante explicar claramente al artista las condiciones de exposición y venta.
La comisión por venta de una galería oscilan entre el 40 % y el 50 % del precio de venta. El precio de venta de la obra debe ser acorde a la calidad de ésta y a la notoriedad del artista. La mejor forma de llegar a unas condiciones realistas es mostrar al representado el precio en el mercado de obras de artistas locales reconocidos.

### Exposición de las obras
Una de las labores del representante consiste en la negociación con diversas entidades públicas y privadas para que éstas expongan la obra del artista. Dichas entidades, ordenadas de menor a mayor facilidad de exposición, son habitualmente:
- Salas de exposición
- Galerías
- Ferias de arte
- Museos

#### Salas de exposición
Son el primer paso en la exposición pública de la obra. Los pasos más habituales son la participación en exposiciones colectivas seguidas de exposiciones individuales.
Las salas de exposición pertenecen, en la mayor parte de los casos, a entidades sin ánimo de lucro. Se pueden encontrar en edificios públicos como ayuntamientos, bibliotecas o casas de la cultura. Así mismo pueden encontrarse en locales privados propiedad de asociaciones culturales o de vecinos.
Dado que, en general, el objetivo principal de las salas de exposición es la difusión de la cultura y no la obtención de un rendimiento económico, los criterios de selección y admisión de artistas son mucho más permisivos que en el caso de una galería comercial. Por ello son el paso inicial perfecto para un artista que comienza a exponer su obra.

#### Galerías de arte
La galería de arte es un negocio abierto al público cuyo objetivo es vender obras de arte a cambio de una comisión por venta. Su oferta está constituida por dos tipos de obra:
- Obras en fondo de la galería: piezas compradas directamente por la galería a particulares, casas de subastas u otras galerías. Pertenecen a artistas de categoría nacional e internacional de gran reconocimiento.
- Obras de artistas de la galería: piezas creadas por un número limitado de artistas que han sido previamente seleccionados por la galería. Su obra se muestra en exposiciones temporales.

La misión del representante artístico es la de contactar con las galerías para mostrar la obra del artista representado y seleccionar aquellas que cumplan con las condiciones mínimas aceptadas por el artista. La labor del representante no será estrictamente de negociación con la galería, sino de intermediación. El objetivo principal será llegar a un acuerdo que favorezca tanto a la galería como al artista. Se considerará una intermediación exitosa a aquella que produzca una relación comercial a largo plazo satisfactoria para ambas partes.

#### Ferias de arte
El proceso habitual para que un artista exponga en una feria de arte es que su obra sea llevada directamente por la galería de arte que lo representa. Constituye una gran oportunidad para promocionar nacional e internacionalmente la obra del artista pero las galerías sólo eligen a sus artistas con mayor valor comercial para hacerlo. La razón es que dichas galerías han de pagar grandes sumas de dinero para obtener espacio de exposición en la feria. La labor del representante será convencer a la galería de que asuma el riesgo de llevar obra del artista representado a la feria de arte.

#### Museos
Cuando el artista tiene el renombre necesario para exponer en un museo, la labor del representante se enfoca principalmente en la negociación de condiciones más que en la promoción del artista. El representante no obtendrá beneficios directos de la exposición en museos pero sí los obtendrá a medio y largo plazo por la revalorización de la obra del artista y por la venta de su obra a instituciones y particulares.

## Representantes musicales
Un representante musical o gerente musical maneja muchos asuntos relacionados con la carrera de cantantes, bandas y, en ocasiones, disc jockeys. Son contratados por músicos para que los ayuden a determinar decisiones profesionales, compromisos, promociones, acuerdos, contratos discográficos, etc. La tarea de estos mánager es extensa, y puede incluir actividades similares a las de un asesor de prensa, un promotor, un agente, un contador, un encargado de giras y, a veces, un asistente personal. Mientras la trayectoria del artista se va desarrollando, las responsabilidades del representante aumentan. Este se vuelve imprescindible para manejar las diferentes piezas que arman una carrera en la industria musical. También puede ayudar a cantantes, compositores e instrumentistas a encontrar a productores o a entablar relaciones con compañías discográficas, publicistas, agentes y espectadores. Los quehaceres de un mánager musical activo se enfocarán en ganar reputación para el artista, formar una base de admiradores, lanzar demos, planear actividades promocionales y programar espectáculos. Además, tendrá acceso a estudios de grabación, fotógrafos, promociones, y tendrá que entregar material publicitario de su artista a los medios de comunicación de manera periódica.

### Comienzos
Al empezar la carrera de un artista, las tareas publicitarias recaen en los propios músicos o en el representante si es que cuentan con uno. Debido a que el artista es relativamente desconocido al comienzo, las giras, las promociones y los eventos agendados son mínimos. En esta etapa, el mánager debe reconocer claramente lo que el músico desea. Esto puede lograrse mediante un contrato verbal o escrito. Dentro de los primeros objetivos del mánager se encuentra el lanzamiento de un álbum musical.

### Comisión
Un acuerdo de comisión puede ser renegociado luego de tres o cuatro meses. Esta puede ser aproximadamente de un 20 % del producto, o de un 10% o más de las ventas generadas por actuaciones y eventos comerciales. Estas cantidades dependen obviamente del nivel alcanzado por la banda o artista, y de la experiencia y recursos que posea el mánager (mientras menos desarrollado el artista y más experto el representante, más alta la comisión).

### Actuaciones
Es importante para un artista presentarse en vivo frente al público. Fiestas de cumpleaños, espectáculos gratuitos y shows de talentos son buenas oportunidades para ganar experiencia y no requieren mayores compromisos de parte del músico. Si un artista desea actuar en un bar o en una discoteca, el administrador del recinto pone diversas condiciones. En la mayoría de los casos, se pide una demo que incluya algunas canciones (preferiblemente las mejores del músico). La banda debe ser los más profesional posible para mantener a los administradores del lugar interesados en una nueva presentación en el futuro. Otro factor crítico es el de la promoción y la publicidad. Aunque la mayoría de los bares y otros lugares de entretenimiento prefieren que los mánager traigan un buen número de asistentes a sus shows, no siempre ocurre eso. En raras ocasiones, y previo acuerdo entre las partes, el dueño del local puede multar a la banda por el público que no asistió a la actuación. Esta multa es para cubrir los gastos del bar y la pérdida del dinero invertido en montar el espectáculo para la banda.

### Fotografía
Los representantes usualmente requieren los servicios de un fotógrafo profesional mientras el artista está grabando en el estudio. Diferentes imágenes del músico pueden ser usadas en sitios web, carátulas de álbumes, afiches y material promocional que se entregará a los medios de comunicación. El fotógrafo no cubre los gastos de los materiales, y debe ceder los derechos de autor al representante luego de tomar las fotografías. A los representantes se les aconseja tener estas imágenes antes de que se diseñe la carátula del disco.

### Lanzamiento del álbum
Una vez que la fecha de lanzamiento del álbum se establece, el mánager puede comenzar a buscar recintos para llevarlo a cabo. Los lanzamientos son mucho más atractivos para los dueños de bares porque casi siempre garantizan la asistencia de público. Consecuentemente, estos eventos son fáciles de realizar. El tamaño del lugar no debe exceder la cantidad de asistentes, porque si es muy amplio, el artista se ve insignificante.

### «Kit de prensa» del músico
Cuando se fija la fecha del lanzamiento del disco, el mánager debe preparar un «kit de prensa», que es un paquete de materiales usado para contactar a los ejecutivos de los sellos musicales, a las estaciones de radio, a los periódicos y a las oficinas A&R de las casas discográficas con el objetivo de generar interés en el artista y en su música. Por otra parte, muchos representantes prefieren usar un «kit de prensa» electrónico, el cual es idéntico al anterior, excepto porque es un archivo computacional descargable. El «kit de prensa» debe llamar la atención de aquellos a quienes va dirigido y, por lo general, contiene:
- Un panfleto con la biografía del artista, logros en su carrera y fotografías promocionales.
- Citas o artículos de prensa sobre el artista, incluyendo reseñas sobre su música, que pueda ser fácilmente editada para añadirla a las publicaciones. Una crítica hecha por una persona acreditada agrega credibilidad, y le permite al lector saber que el músico ha sido mencionado anteriormente.
- Una agenda de presentaciones recientes, actuales y futuras. El itinerario artístico demuestra que el artista gana popularidad en la comunidad.
- Un CD demo que contenga el último lanzamiento musical del artista. Aunque lo habitual es enviar al menos tres canciones, algunos músicos entregan el álbum completo para que la publicación o la radioemisora pueda revisarlo en su totalidad.
- Boletos de obsequio para presenciar la presentación del lanzamiento del álbum (si es que se organiza uno).
- Información de contacto.